# Stazione di Fukudamachi
La stazione di Fukudamachi (福田町駅?, Fukudamachi-eki) è una stazione ferroviaria urbana situata nel quartiere di Miyagino-ku della città di Sendai, nella prefettura di Miyagi, in Giappone, ed è servita dalla ferrovia suburbana linea Senseki della JR East.

## Servizi ferroviari
East Japan Railway Company
■ Linea Senseki

## Struttura
La stazione è dotata di un marciapiede a isola con due binari passanti in superficie. Il fabbricato viaggiatori, collegato alla banchina da una passerella sopraelevata, dispone di tornelli di accesso, una biglietteria automatica e servizi igienici. 
| 1 | ■ Linea Senseki | per Tagajō, Hon-Shiogama, Matsushima-Kaigan e Takagimachi |
| 2 | ■ Linea Senseki | per Sendai e Aoba-dōri                                    |

## Stazioni adiacenti
| «                         | Servizio            | »                |
| Linea Senseki             | Linea Senseki       | Linea Senseki    |
| ------------------------- | ------------------- | ---------------- |
| Kozurushinden             | Locale Rapido Verde | Rikuzen-Takasago |
| Il Rapido Rosso non ferma |                     |                  |